# Арбейтмусел
Арбейтмусел (на датски: Arbejdermuseet (работнически музей)) е музей в Копенхаген, Дания. Музеят е открит през 1986 г. Намира се на ул. Rømersgade в централен копенхаген. Арбейтмусел е музей, който представя ежедневния живот на копенхагенските работници през последните 150 години.
През 2004 г. музеят е обединен с библиотеката и архива на работническото движение, което е основано през 1908 г.